# Independencia de la República Dominicana
La Guerra de la Independencia Dominicana fue el proceso histórico mediante el cual se proclamó la República Dominicana y se logró su separación de Haití, el 27 de febrero de 1844.
Durante los 22 años que precedieron a la independencia, toda la isla de La Española estuvo bajo el dominio de Haití, a consecuencia de la ocupación por parte de este país del estado de Haití Español, surgido fugazmente en 1821 en la parte oriental de la isla.
La separación de Haití fue proclamada en la puerta de la Misericordia luego del disparo del trabucazo dado por el patricio Matías Ramón Mella en la madrugada del día 27 de febrero de 1844 y por el enhestamiento de la bandera tricolor en la puerta de El Conde por el patricio Francisco del Rosario Sánchez, ambos inspirados por los ideales del fundador de la nacionalidad, Juan Pablo Duarte.
El fin a la ocupación haitiana tuvo buena acogida en los residentes de la ciudad de Santo Domingo quienes hondearon banderas españolas en su mayoría y algunas francesas . Como respuesta,  Charles Rivière-Hérard encabezó desde Haití una invasión que fue sofocada por el general Pedro Santana, secundado por el general Antonio Duvergé en la batalla del 19 de marzo de 1844 en Azua. Quedaron en el campo más de 1000 haitianos muertos, mientras que los dominicanos solo sufrieron 2 muertos y 3 heridos. No obstante Hérard en su retirada incendió el pueblo de Azua, fusilando a los prisioneros que había hecho.                                 
El 30 de marzo de ese mismo año las fuerzas dominicanas al mando del general José María Imbert en compañía de Fernando Valerio en su «Carga de los Andulleros» derrotaron al ejército invasor haitiano, el cual en su repliegue cometió numerosas fechorías, robos e incendios hasta llegar a Haití. La primera batalla naval se libró el 15 de abril de 1844. El resultado de la batalla fue que los dominicanos hundieron tres buques enemigos, sin perder ni uno solo de los suyos.                                 
En mayo de 1845 el general Pedro Santana asistido por el general Antonio Duvergé y el general José Joaquín Puello, vencieron a las tropas haitianas en la Estrelleta y en Beller y capturaron en Puerto Plata a la escuadra haitiana que había bombardeado esa población causando cuantiosos destrozos.
En marzo de 1849 el presidente de la República de Haití Faustino Soulouque inició su campaña contra la República Dominicana al frente de un ejército de 18 000 soldados matando a todo el dominicano que encontraba a su paso, haciendo que las poblaciones se llenaran de terror tratando de refugiarse en la Ciudad de Santo Domingo ante la violencia desatada por los soldados haitianos. En razón de esta situación, el presidente dominicano Manuel Jimenes fue derrotado en su intento de parar la invasión haitiana y se vio obligado a aceptar la decisión del congreso de la República de llamar al general Pedro Santana en compañía del general Antonio Duvergé para hacerle frente al ejército invasor. Más tarde el general Duvergé logró derrotar a los haitianos en la batalla de El Número, y tres días después de esta batalla el general Pedro Santana derrotó a los haitianos en la batalla de Las Carreras.
En 1855, el emperador Soulouque invadió de nuevo la República con 30 000 soldados, divididos en tres columnas sembrando el terror e incendiando todo lo que encontraba a su paso hasta que fueron derrotados en las batallas de Santomé y en Cambronal huyendo los haitianos en dirección a Haití. Más tarde fueron reducidos en Sabana Larga. Este triunfo dominicano le valió al general Pedro Santana el reconocimiento del Senado de la República Dominicana y el 27 de febrero se celebra lo que se le llama la independencia dominicana.
No obstante, como la situación fronteriza no quedó definida después del conflicto, Haití siguió ocupando el altiplano central, donde están emplazadas las ciudades de Hincha, Las Caobas, San Miguel de la Atalaya y San Rafael de la Angostura. Tras el tratado fronterizo de 1936, la República Dominicana terminó renunciando a esos territorios.

## Antecedentes
En 1801, Toussaint Louverture, líder de la revolución haitiana, llegó a Santo Domingo y proclamó la abolición de la esclavitud en nombre de la República Francesa. Poco después Napoleón envió un ejército que sometió toda la isla y la gobernó durante unos meses. Los negros y mulatos de la parte occidental de la isla se alzaron nuevamente en contra de los franceses en octubre de 1802 y finalmente los derrotaron en noviembre de 1803. El 1 de enero de 1804, los vencedores declararon a Saint-Domingue como la república independiente de Haití.
Después de la derrota a manos de los haitianos, una pequeña guarnición francesa permaneció  en la parte oriental de la isla, zona donde la esclavitud fue restablecida y de la que muchos de los emigrantes colonos españoles habían emigrado. En 1805, tras coronarse emperador, Jean-Jacques Dessalines invadió la parte oriental y llegó hasta la ciudad de Santo Domingo, pero tuvo que retirarse ante la resistencia de un  escuadrón naval francés. Durante su retirada a través del Cibao, los haitianos saquearon las ciudades de Santiago y Moca, matando a la mayoría de sus residentes.
Los franceses gobernaron en la parte oriental de la isla hasta que fueron derrotados por los habitantes españoles en la batalla de Palo Hincado el 7 de noviembre de 1808, hecho que les obligó a concretar la rendición definitiva de Santo Domingo, el 9 de julio de 1809, bajo la presión de la Marina Real Británica.
No obstante, las autoridades españolas mostraron poco interés en su colonia restaurada por lo que este período de la historia se conoce como España Boba. Este desinterés por la colonia de Santo Domingo se debió a la ocurrencia de la Guerra de la Independencia Española contra los franceses  y al proceso independentista que surgió en muchas de las colonias españolas en América. El agotamiento de las riquezas de la colonia provocó el desinterés de la metrópoli para la producción de nuevas riquezas y bienes. Paralelamente, los grandes ganaderos llegaron a tener un fuerte liderazgo en el sureste, donde la «ley del machete» gobernó por un tiempo.
El 1 de diciembre de 1821, el excapitán general y escritor José Núñez de Cáceres declaró la independencia de la colonia, llamándola Estado independiente de Haití Español, a la vez que solicitó la incorporación del nuevo estado a la Gran Colombia.

## Invasión y ocupación haitiana (1822-1844)

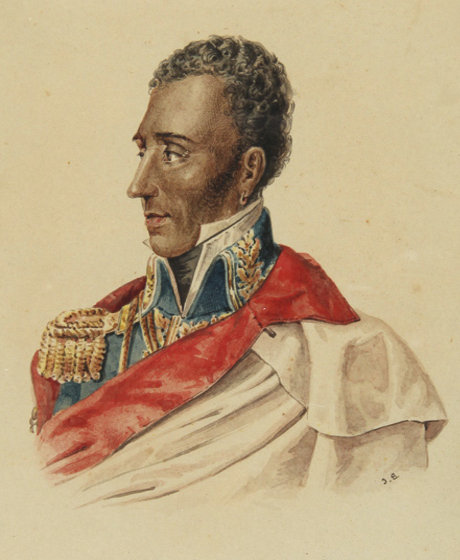
El líder haitiano Jean Pierre Boyer invadió y tomó el control de Santo Domingo, unificando la isla entera bajo su gobierno.

A tan solo nueve semanas de que Núñez de Cáceres declarara la independencia,  las fuerzas militares de Haití dirigidas por Jean Pierre Boyer ocuparon la nación. Esto se debió, en gran medida, al escaso apoyo internacional dado al nuevo estado.
Desde que Boyer tomó posesión de la parte Este de la isla, dispuso una serie de medidas con el propósito de asegurar su unificación. Una de ellas fue la abolición de la esclavitud, que benefició alrededor de 8000 esclavos. No obstante, una vez libertos, fueron obligados a permanecer como trabajadores en las parcelas de tierra de los antiguos esclavistas, como una manera de conciliar intereses con este sector oligárquico. Esta nueva forma de producción agrícola pasó a ser la dominante en toda la isla, constituyendo la principal actividad comercial y económica.
También impulsó la representatividad electoral de las poblaciones a diversos niveles y la puesta en vigencia del código civil francés en toda la isla. Impuso el servicio militar, a la vez que restringió el uso de la lengua española y eliminó algunas costumbres tradicionales, como las peleas de gallos. En 1827 se dio una situación crítica para el gobierno, debido a que los ciudadanos se opusieron rotundamente a pagar impuestos, que fue una de las medidas decretadas por Boyer. Este apeló entonces al recurso de emitir papel moneda, iniciándose así un proceso de devaluación del gourde, a la sazón moneda oficial en ambos lados de la isla. Al mismo tiempo, aumentó el descrédito internacional del gobierno de Boyer.
Ante esta situación, muchos sectores empezaron a protestar y a conspirar contra el gobierno dictatorial de Boyer.  A nivel contestatario tuvo cierta importancia la creación de nuevos movimientos integrados por los pequeños campesinos carentes de mano de obra  y recursos financieros adecuados con los que desarrollar su actividad productiva.
A principios de 1830, el extremo control a que fue sometido el sector de los comerciantes determinó una fuerte caída de sus actividades, reduciéndose considerablemente el comercio de productos nacionales y la importación de artículos manufacturados provenientes del exterior. Esto estuvo vinculado a la implementación de una de las medidas más fuertes del régimen de ocupación, que fue la prohibición a todos los dominicanos de dedicarse al intercambio comercial. Esta resolución establecía que solo podían ejercer el comercio las personas de origen extranjero, los ciudadanos de origen haitiano y los representantes de casas comerciales internacionales. Toda persona de la parte oriental que quisiera dedicarse a dicha actividad debía juramentarse primero como ciudadano haitiano. Con esta medida, se provocó un incremento de los movimientos conspiradores contra Boyer.
Otro hecho importante que contribuyo al afán de independencia, lo fue el enfrentamiento que tuvo la Iglesia católica contra el gobierno de Boyer, ya que este le confiscó sus terrenos y bienes. También el choque directo con el arzobispo Pedro Valera repercutió en toda la población, la cual vio en esas y otras medidas la conculcación de sus derechos políticos, económicos y sociales.
En síntesis, la limitación de celebraciones de las fiestas religiosas, la prohibición de los juegos de gallos y de azar, la  obligatoriedad de las labores agrícolas, el no uso del español en los actos y documentos oficiales, el cierre de la universidad, el reclutamiento militar de todos los jóvenes y el pago de los impuestos, fueron medidas que contribuyeron al disgusto y a la posterior revuelta contra el gobierno haitiano. Todo esto fue reforzando la percepción que de sí mismos tenían los "dominicanos", quienes se sentían diferentes a los haitianos en idioma, raza, religión y costumbres.

## Resistencia

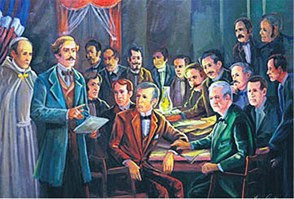
Imagen que representa a los trinitarios

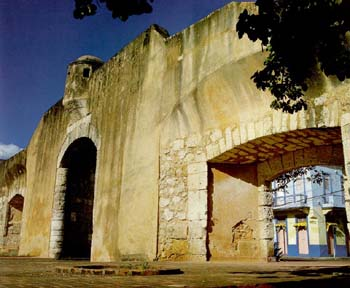
Puerta de la Misericordia, memorable por ser el lugar donde se disparó el trabucazo que inició la guerra de independencia dominicana en 1844

Juan Pablo Duarte, joven educado y auténtico nacionalista, fue quien inspiró y ayudó a dirigir la guerra de la independencia de 1844. Duarte, junto con varios liberales dominicanos fundó en 1838 la sociedad secreta La Trinitaria, nombrada así haciendo honor a la Santísima Trinidad. Cada grupo iba reclutando adeptos, manteniendo estricto secreto, con poco o nada de contacto directo entre sí, con el fin de minimizar la posibilidad de ser detectados por las autoridades haitianas. Aunque muchos fueron los reclutados, la Trinitaria fue descubierta, lo que motivó el cambio de su nombre a «La Filantrópica».
En 1843, los Trinitarios se unieron al partido liberal haitiano que derrocó al presidente Jean-Pierre Boyer. Sin embargo, los Trinitarios que participaron en el derrocamiento llamaron la atención del sustituto de Boyer, Charles Rivière-Hérard. Este encarceló algunos Trinitarios y obligó a Duarte a abandonar la isla. Durante su exilio, Duarte buscó sin éxito apoyo en Colombia y Venezuela. En diciembre de 1843,  los rebeldes le pidieron a Duarte que regresara, ya que tenían que actuar con rapidez ante el temor de que los haitianos se dieran cuenta de sus planes de insurrección. En febrero de 1844, como Duarte no había regresado por encontrarse enfermo, los rebeldes decidieron actuar bajo el liderazgo de Francisco del Rosario Sánchez, Matías Ramón Mella, y Pedro Santana, un rico ganadero que comandaba un ejército privado de sus peones agrícolas.
En enero de 1844 fue publicada en varias ciudades dominicanas el Acta de Independencia de la República Dominicana, que manifestaba los motivos por el cual el pueblo dominicano ya no podía seguir unido al haitiano.
La noche del 24 de febrero de 1844, los principales miembros de La Trinitaria, se reunieron  clandestinamente en casa de Francisco del Rosario Sánchez, y acordaron los planes y fecha del alzamiento, que fue una sublevación de carácter revolucionario que tomó el control de la amurallada ciudad de Santo Domingo. El 25 de febrero, fueron despachados los emisarios rebeldes hacia las diversas regiones del país, con el claro propósito de dar a conocer las decisiones tomadas en la reunión.

## Guerra por la independencia.

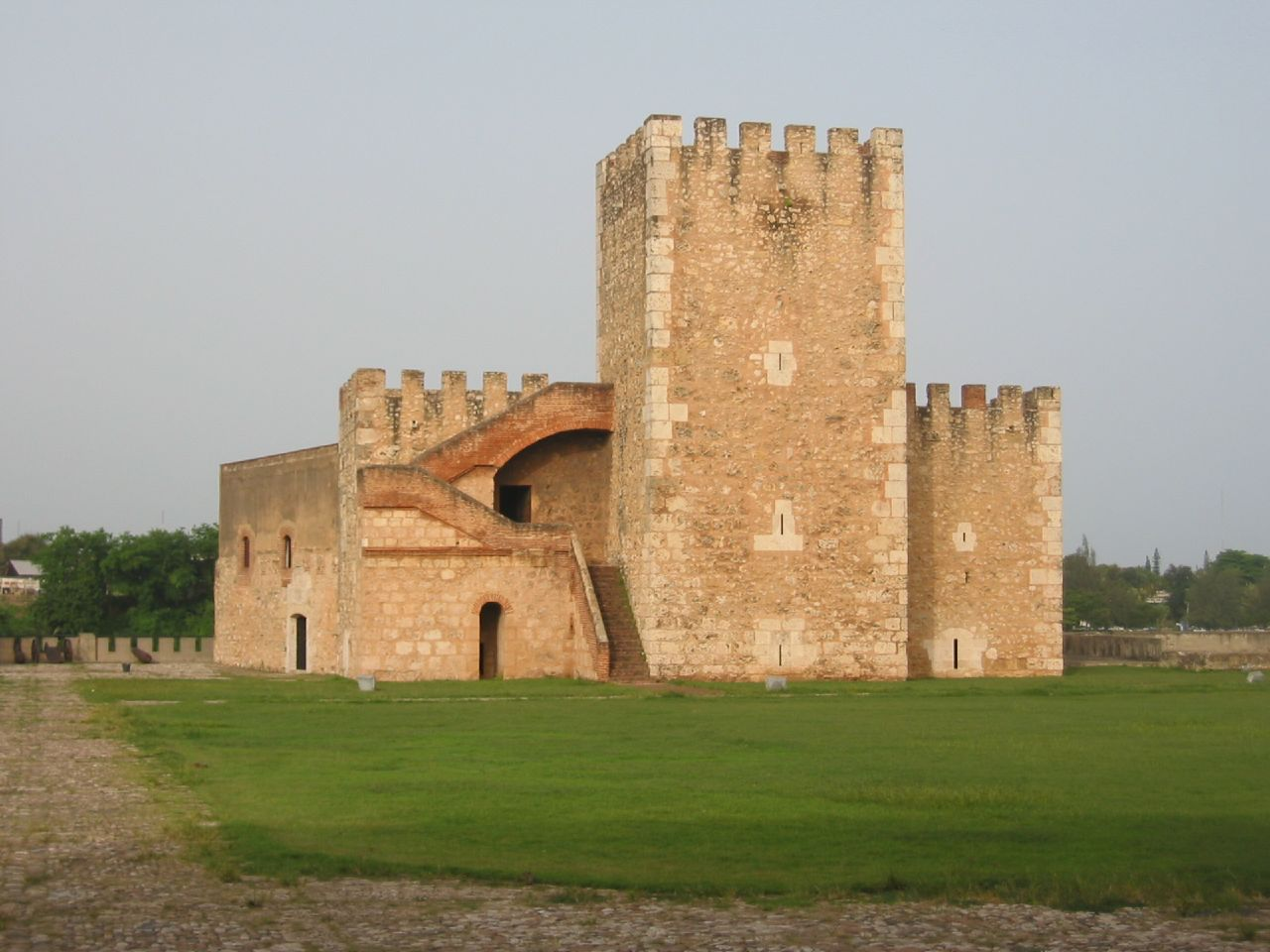
La Fortaleza Ozama en Santo Domingo, fue capturada por los rebeldes dominicanos el 27 de febrero de 1844.

El 27 de febrero de 1844, los rebeldes liderados por Sánchez ante la ausencia de Duarte, tomaron la Fortaleza Ozama en la capital Santo Domingo. La guarnición haitiana, fue tomada por sorpresa, aparentemente traicionada por uno de sus centinelas. Otro grupo de insurgentes, liderados por Matías Ramón Mella llegó hasta la Puerta de la Misericordia donde Mella disparó el legendario Trabucazo de la Independencia y Sánchez izó inmediatamente la nueva bandera dominicana al grito de ¡Dios, Patria y Libertad!. Había nacido la nueva república bajo la forma de un gobierno republicano y democrático, en un pueblo libre que rechazaba cualquier imposición extranjera. El gobierno provisional presidido por el conservador Tomás Bobadilla organizó rápidamente un ejército para defender la exitosa sublevación y aplastar la contraofensiva de las tropas de reacción enviadas por Puerto Príncipe.
En los días que siguieron a la proclamación de independencia, todos los funcionarios haitianos salieron de Santo Domingo. Tomás Bobadilla y Briones, un jurista conservador que había participado en la anterior insurrección, encabezó la junta provisional de gobierno de la nueva república. En marzo de 1844, las tropas haitianas invadieron nuevamente la parte oriental para restablecer su control, pero se vieron obligados a retirarse después de sufrir grandes pérdidas. A principios de julio de 1844, Duarte fue instado por sus seguidores a convertirse en presidente de la República. Duarte estuvo de acuerdo, pero solo si se hacía por medio de elecciones libres. Esta circunstancia fue aprovechada por Pedro Santana quien asumió el gobierno cuando fuerzas militares leales a él tomaron Santo Domingo el 12 de julio de 1844 y procedió a encarcelar a Duarte, Sánchez y Mella.
El 6 de noviembre de 1844, una Asamblea Constituyente redactó una constitución, basada en los modelos de Francia que establecía la separación de poderes y los controles legislativos sobre el ejecutivo. Sin embargo, Santana incluyó el artículo 210, el cual le concedió un poder ilimitado durante la guerra contra Haití. Esta guerra continuó durante todo septiembre y noviembre de 1845 donde los haitianos fueron derrotados en las batallas La Estrelleta y Beller. Las tropas haitianas en esos combates sufrieron más de mil muertos, miles de heridos y cientos de prisioneros. El 21 de diciembre las goletas haitianas Unión, Dieu Prótege y Guerriére accidentalmente quedaron encalladas cerca del Puerto Plata y los dominicanos tomaron 149 prisioneros sobrevivientes. Santana se mantuvo como presidente hasta 1848, cuando perdió las elecciones. En 1849, el presidente haitiano Faustino Soulouque atacó la nueva república, pero fue derrotado en las batallas de El Número y Las Carreras. Más de 500 haitianos murieron.

### Expedición marítima sobre las costas de Haití

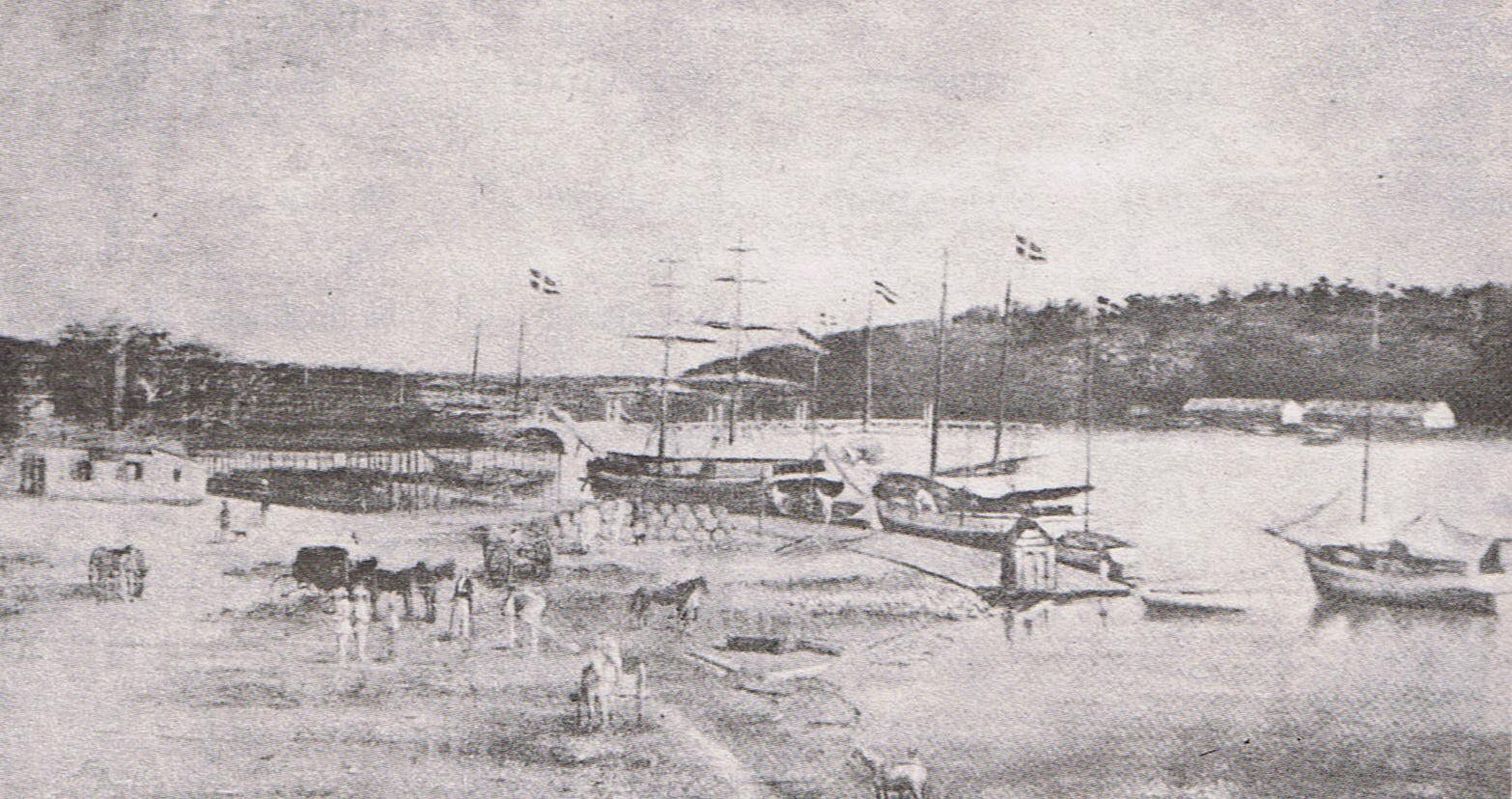
Vista del puerto de Santo Domingo

A finales de la década de 1840, el presidente Buenaventura Báez consiguió el apoyo de marino francés Juan Carlos Fagalde para realizar una ofensiva marítima que fue trascendental en el afianzamiento de la independencia dominicana. La flotilla naval hundió barcos haitianos en Los Cayos, además de incendiar los poblados de Anse-à-Pitre y de Saltrou. También fueron capturados varios barcos haitianos llenos de provisiones. Según las crónicas de la época, no hubo ni una baja dominicana en esos aprestos ofensivos.
La flotilla dominicana, mandada por el comandante Fagalde, fue por segunda vez a las costas de Haití; se fondeó en la Petite Rivière, desembarcó su gente, poniendo en fuga la guarnición y tomándole dos banderas; redujo a cenizas el pueblo y dispersó a cañonazos a los habitantes de Dame Marie. Frente a la población de Los Cayos se entabló un combate naval donde fueron hundidos varios navíos haitianos y hechos prisioneros sus oficiales. Los navíos dominicanos retornaron a Santo Domingo cuando se encontraron con un temporal.
Para 1854 ambos países estaban otra vez en guerra. Durante mayo la fragata dominicana Cibao y la goleta Buenaventura comandadas por el General Juan Alejandro Acosta, hicieron un crucero por la costa sur de Haití, destruyendo el comercio y haciendo desembarcos en la costa. En noviembre el bergantín dominicano 27 de Febrero y la goleta Constitución capturaron al buque haitiano Clarisé y bombardearon Anse-à-Pitre y Saltrou. La lucha terminó en 1856.

## Secuelas
No obstante, como la situación fronteriza no quedó definida después del conflicto, Haití siguió ocupando el altiplano central, donde están emplazadas las ciudades de Hincha, Las Caobas, San Miguel de la Atalaya y San Rafael de la Angostura. Tras el tratado fronterizo de 1936, la República Dominicana terminó renunciando a esos territorios.

## La flota dominicana (1845)

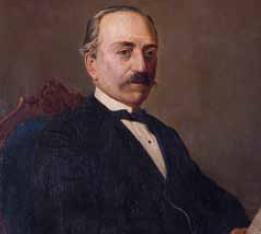
Juan Bautista Cambiaso, fundador de la Marina de Guerra Dominicana.

- La fragata Cibao — 20 cañones, fusiles, lanzas, machetes[2]
- El bergantín-goleta San José — 5 cañones[2]
- El bergantín-goleta La Libertad — 5 cañones[2]
- La goleta General Santana — 7 cañones[2]
- La goleta La Merced — 5 cañones[2]
- La goleta Separación — 3 cañones[2]
- La goleta 27 de Febrero — 5 cañones[2]
- La goleta María Luisa — 3 cañones[2]
- La goleta 30 de Marzo — 3 cañones[2]
- La goleta Esperanza — 3 cañones[2]

## Batallas

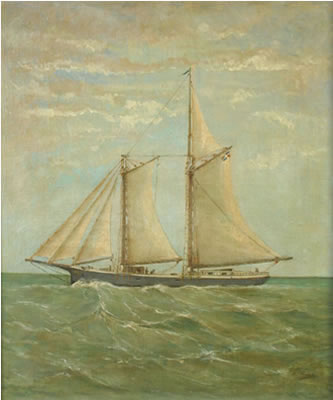
Goleta "Separación Dominicana" durante la Batalla de Tortuguero, por Adolfo García Obregón.

Batallas a las que enfrentaron los dominicanos para mantener su independencia.	
- Batalla Fuente del Rodeo (13 de marzo de 1844)
- Batalla Cabeza de Las Marías (18 de marzo de 1844)
- Batalla del 19 de marzo (19 de marzo de 1844)
- Batalla del 30 de marzo (30 de marzo de 1844)
- Batalla de El Memiso (13 de abril de 1844)
- Batalla de Tortuguero (15 de abril de 1844)
- Batalla de Cachimán (4 de diciembre de 1844)
- Batalla de La Estrelleta (17 de septiembre de 1845)
- Batalla de Beller (27 de octubre de 1845)
- Batalla de El Número (17 de abril de 1849)
- Batalla de Las Carreras (21 de abril de 1849)
- Batalla de Santomé (22 de diciembre de 1855)
- Batalla de Cambronal (22 de diciembre de 1855)
- Batalla de Sabana Larga (24 de enero de 1856)

## Personajes involucrados en la independencia de la República Dominicana
- Liberales
  - Juan Pablo Duarte, creador del movimiento clandestino La Trinitaria. Ideólogo y propulsor de la guerra de independencia dominicana.
  - Francisco del Rosario Sánchez, líder político que tras la ausencia de Duarte proclamó la independencia del país.
  - Matías Ramón Mella, militar estratega que ayudó a la causa de Duarte.
  - Juan Isidro Pérez, fundador y miembro de La Trinitaria.
  - Pedro Alejandro Pina, fundador y miembro de La Trinitaria.
  - Jacinto de la Concha, fundador y miembro de La Trinitaria.
  - Félix María Ruiz, fundador y miembro de La Trinitaria.
  - José María Serra de Castro, fundador y miembro de La Trinitaria.
  - Benito González, fundador y miembro de La Trinitaria.
  - Felipe Alfau, fundador y miembro de La Trinitaria. Luego de la independencia, se inclinó por el bando conservador-anexionista.
  - Juan Nepomuceno Ravelo, fundador y miembro de La Trinitaria.
  - Juan Alejandro Acosta, militar que comulgaba con los trinitarios.
  - Antonio Duvergé, militar y estratega republicano.
  - Eduardo Abreu.
  - Remigio del Castillo, militar alistado en Neyba.
  - Tomás de la Concha.
  - Cayetano Rodríguez.
  - Ángel Perdomo, teniente general, asumió el cargo de Jefe del Batallón de Artillería.
  - Marcos Rojas.
  - Tomás Sánchez.
  - Manuel Dolores Galván.
  - Félix Mercenario.
  - Manuel María Valverde, médico y profesor dominicano.
  - Manuel Jimenes, político dominico-cubano. 2.º presidente del país.
  - Mariano Echavarría.
  - Victoriano Díaz, emisario.
  - Juan Rodríguez.
  - Martín Girón, centinela del Baluarte del Conde que permitió el cañonazo y la izada de la bandera dominicana.
  - Wenceslao de la Concha.
  - Pedro de Castro y Castro.
  - José Llaverías.
  - María Trinidad Sánchez.
  - Concepción Bona.
  - Félix María del Monte.
  - Juan Bautista Cambiaso.
  - Juan Bautista Maggiolo.
  - José María Cabral.
  - José María Imbert.
  - Pedro Eugenio Pelletier.
  - Fernando Valerio.
  - Gaspar Polanco.
  - Francisco Saviñón y Piñeyro.
  - Ignacio Bona Pérez.
  - Juan Pina.
  - Josefa Pérez de Perdomo.
  - Rosa Duarte, hermana de Juan Pablo.
  - Manuela Diez, madre de Juan Pablo.
  - Juana Saltitopa.
  - Filomena Gómez de Cova
  - Baltasara de los Reyes.
  - Petronila Abreu y Delgado.
  - María Rosa Montas, esposa de Antonio Duvergé.
  - Josefa Antonia Pérez de la Paz (conocida por su apodo "Chepita").
  - Ana Valverde.
  - María de Jesús Pina y Benítez.
  - María De Las Angustias Villa.

- Conservadores
  - Tomás Bobadilla y Briones, jurista y líder del conservadurismo. Después de la independencia fue nombrado primer gobernador de la nueva Junta.
  - Pedro Santana, rico terrateniente de la parte este del país, partidario del anexionismo. Se impuso como primer presidente constitucional del país.
  - José Joaquín Puello, líder de la facción junto a Bobadilla.
  - Gaspar Hernández, clérigo dominico-peruano y partidario a que la nueva nación se anexionara a España.
  - Pedro Pamiés, clérigo que como Hernández era partidario de la anexión.
  - Andrés López Villanueva, militar que estaba alistado en Puerto Plata.
  - Buenaventura Báez, futuro caudillo de la República y partidario del anexionismo.
  - Manuel Joaquín Delmonte, político y diplomático con tendencias anexionistas.
  - Gabino Puello, músico dominicano.
  - Eusebio Puello, militar anexionista.
  - Ramón Santana.
  - Manuel de Regla Mota.
  - Micaela Antonia Rivera, esposa de Pedro Santana.
  - Froilana Febles Rivera, esposa de Ramón Santana, hermano de Pedro.

A pesar de sus diferencias ideológicas, estos hombres se unieron por una causa, la independencia de la parte este de La Española. Su unión fue por medio de un manifiesto donde indicaban el porqué de su separación de Haití. A este nuevo periodo de libertad se le llamó Primera República (1844-1861).